# پورکاری
پورکاری (به ایتالیایی: Porcari) یک کومونه در ایتالیا است که در استان لوکا واقع شده‌است. پورکاری ۱۷٫۹ کیلومتر مربع مساحت و ۸٬۷۵۳ نفر جمعیت دارد و ۳۲ متر بالاتر از سطح دریا واقع شده‌است.

## خواهرخوانده
شهر Carmaux خواهرخواندهٔ پورکاری هست.